# Трахтенберг, Александр Хунович
Алекса́ндр Ху́нович (Харито́нович) Тра́хтенберг (31 марта 1931, Хотин — 2 октября 2016, Москва) — советский и российский хирург, учёный-медик в области торакальной хирургии и онкологии. Доктор медицинских наук, профессор кафедры торакальной хирургии Российской медицинской академии последипломного образования.
Руководитель отделения лёгочной хирургии Онкологического научно-исследовательского института имени П. А. Герцена (1981—2007), заслуженный деятель науки РСФСР (1991), заслуженный врач Российской Федерации (1998) и лауреат Государственной премии РСФСР (1991).

## Биография
Родился в северном бессарабском городке Хотине. Учился в хедере и румынской гимназии. После захвата города немецко-румынскими войсками 6 июля 1941 года вместе с родителями и двумя братьями был интернирован в еврейское гетто, откуда через месяц переправлен в Атаки, затем в Транснистрию (в гетто села Лучинец). Здесь младший брат умер от голода, погибли бабушка и тётя, остальные члены семьи были освобождены в ходе наступления Красной армии в апреле 1944 года и вернулись в Хотин.
После окончания хотинской русской средней школы поступил в Черновицкий медицинский институт, в 1954 году был распределён хирургом в Щербаковскую линейную больницу водников Рыбинска (Московско-Волжский водздравотдел), а в 1957 году поступил в клиническую ординатуру по хирургической онкологии Московского научно-исследовательского онкологического института имени П. А. Герцена. Кандидатская («Ангиография при опухолях легких и средостения», 1962) и докторская («Комбинированное лечение рака лёгкого», 1972) диссертации посвящены хирургии онкологических заболеваний грудной полости. В 1960—1963 годах — младший научный сотрудник института, в 1963—1981 годах — старший научный сотрудник отделения торакальной хирургии, с 1981 года — главный научный сотрудник и руководитель клиники лёгочной хирургии.
Основные научные труды — в области онкопульмонологии, диагностики и конбинированного лечения опухолей трахеи, лёгких, средостения, грудной стенки, оперативной технике и реконструктивно-пластическим оперативным вмешательствам при мелкоклеточном раке лёгкого, саркоме, карциноиде и доброкачественных опухолях грудной полости. Глава научной школы торакальных хирургов.
Автор 14 монографических трудов, в том числе
- «Ангиография при опухолях лёгких и средостения» (с С. Я. Марморштейном, 1964),
- «Контрастное исследование сосудов в торакальной онкологии» (с С. Я. Марморштейном, Кишинёв: Картя молдовеняскэ, 1970),
- «Лечение рака лёгкого» (с А. И. Пироговым и А. С. Павловым, Москва: Медицина, 1979),
- «Рак лёгкого при первично-множественных злокачественных опухолях» (с В. В. Уткиным, И. К. Кимом и В. А. Аникиным, Рига: Зинатне, 1986),
- «Рак лёгкого» (Москва: Медицина, 1987),
- «Атлас онкологических операций» (Москва: Медицина, 1987; второе издание, с В. И. Чиссовым и А. И. Пачесом, 2008),
- «Ошибки в клинической онкологии: руководство для врачей» (с В. И. Чиссовым, Москва: Медицина, 1993, второе издание — 2001),
- «Злокачественные неэпителиальные опухоли лёгких» (с Г. А. Франком, Москва: Медицина, 1998),
- «Клиническая онкопульмонология» (с В. И. Чиссовым, Москва: Медицина, 2000),
- «Первично-множественные злокачественные опухоли: руководство для врачей» (с В. И. Чиссовым, Москва: Медицина, 2000),
- «Медиастинальная лимфаденэктомия при немелкоклеточном раке лёгкого» (с Г. А. Франком, Н. Н. Волченко, М. А. Стукаловым и К. М. Колбановым, 2003),
- «Метастатические опухоли лёгких» (с В. И. Чиссовым, О. В. Пикиным и В. Д. Паршиным, 2009).
- «Спасённый, чтобы спасать» (воспоминания, М.: Литтерра, 2010).

Член редколлегии «Российского онкологического журнала».